# Карта Пірі-реїса

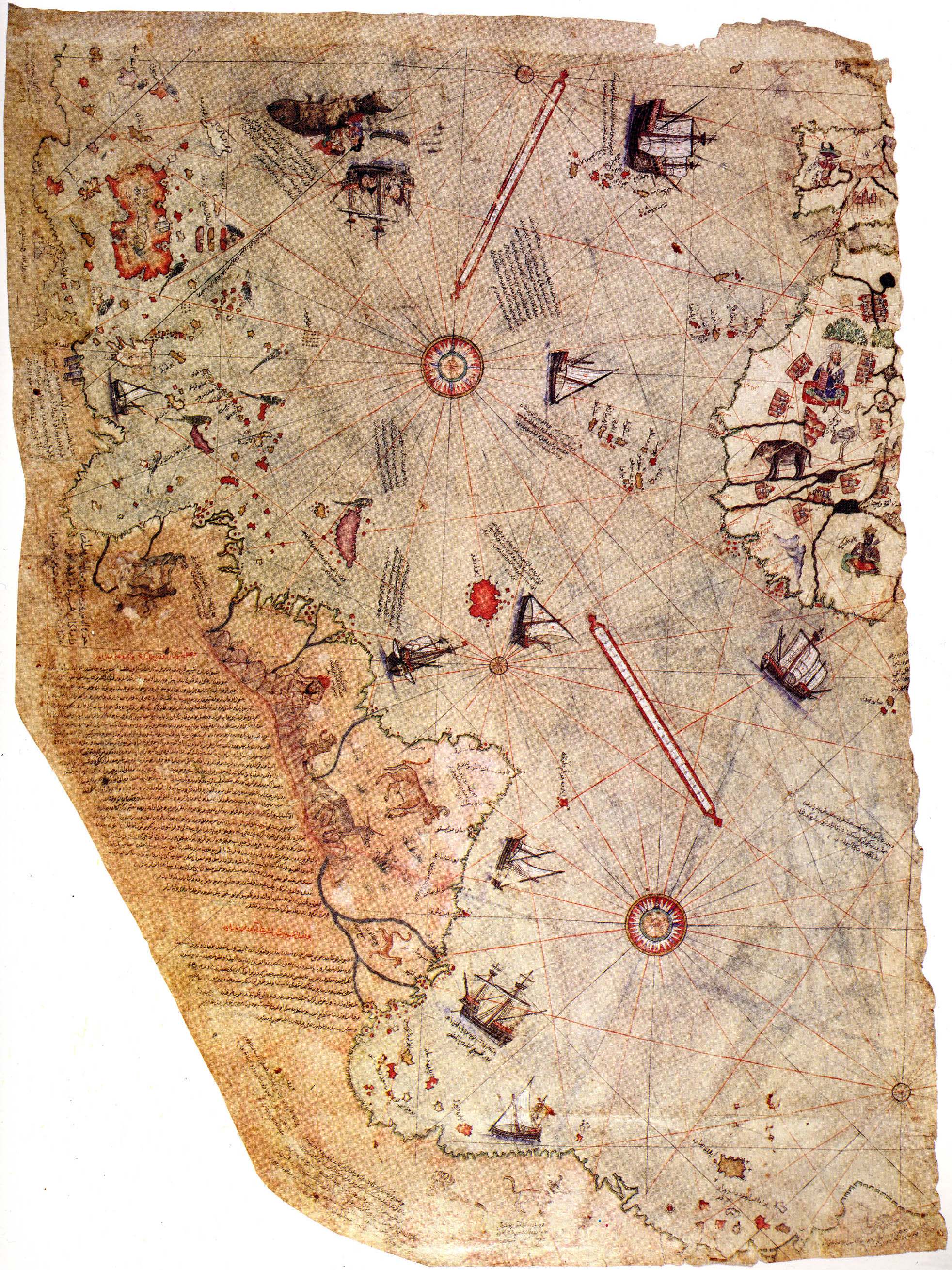
Вцілілий фрагмент першої карти світу Пірі-реїса (1513)

Карта Пірі-реїса є першою відомою справжньою картою всього світу, створеною в XVI столітті в Константинополі (Османська імперія) турецьким адміралом і великим любителем картографії Пірі-реїсом (повне ім'я — Хаджі Мухеддін Пірі ібн Хаджі Мехмед). Карта показує частини західного узбережжя Європи та Північної Африки з достатньою точністю, на карті також легко впізнається узбережжя Бразилії і східний край Південної Америки. Карта містить різні острови Атлантичного океану, включаючи Азорські острови і Канарські острови (як міфічний острів Антилія). Багато хто вважає, що карта містить елементи південного континенту, що вважається доказом обізнаності стародавніх картографів про існування Антарктиди.

## Історія карти

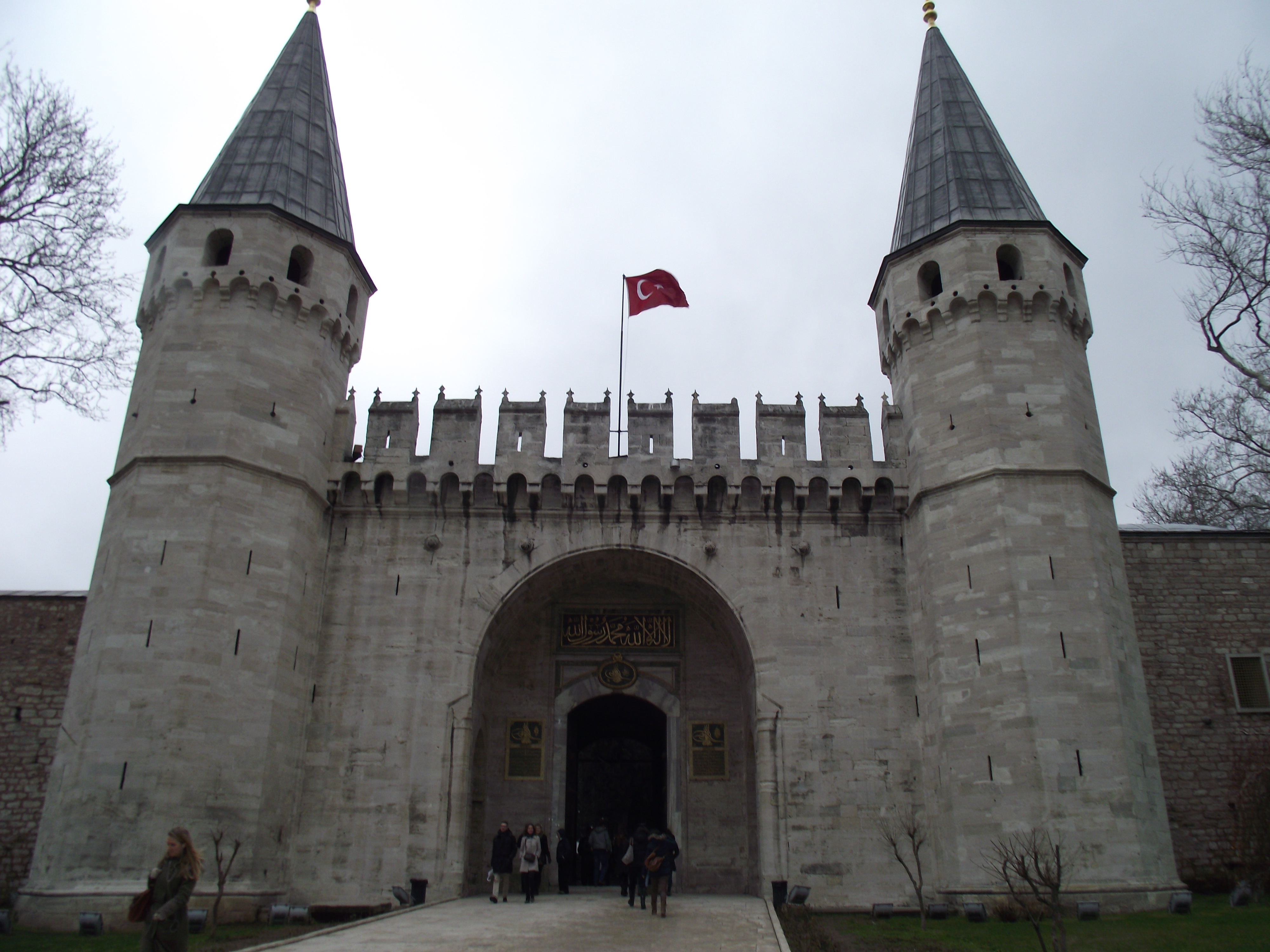
Палац Топкапи

Карта була виявлена в 1929 році, при створенні музею в султанському палаці Топкапи доктором Едхемом
Карта відразу ж привернула до себе увагу, тому що це була одна з перших карт Америки і єдина карта XVI століття, де південноамериканський континент розташований вірно відносно африканського. У 1953 році турецький військово-морський офіцер направив копію карти Пірі-реїса в гідрографічне бюро ВМС США. Картою зацікавився професор І. Уолтерс. Щоб провести оцінку карти, Уолтерс, коли був головним інженером бюро, звернувся по допомогу до Арлінгтона Х. Маллері (англ. Arlington H. Mallery), знавця стародавніх карт, що працював раніше з Уолтерсом. Маллері, витративши немало часу, виявив який спосіб картографічної проєкції використовувався на карті. Щоб перевірити точність карти, він зробив сітку і наклав карту Пірі-реїса на карту світу: карта була абсолютно точною. Після своєї роботи він заявив, що єдиний спосіб створити карту такої точності — аерозйомка. Також для побудови карти Пірі-реїса необхідно володіти знанням сферичної тригонометрії, яка була розроблена і описана лише в XVIII столітті.
В даний час карта перебуває в бібліотеці палацу Топкапи в Стамбулі, Туреччина, проте, вона, як правило, в експозиції для публіки не виставляється.

## Створення карти
Якщо брати за основу версію, що на карті зображена Антарктида, то, як видно, Пірі-реїс перемалював карту з древніших джерел, можливо використовуючи деякі матеріали загиблої Александрійської бібліотеки. Ця версія заснована на декількох фактах:
- Пірі-реїс сам з країни, яка далекими подорожами не цікавилася.
- У своїх нотатках Пірі-реїс вказував «александрійські» джерела для карти, причому, як видно, він користувався кількома джерелами для складання карти. Залишки давніх знань дійсно були доступнішими Османській імперії в той момент, оскільки територія Єгипту на момент складання карти була частиною Османської імперії.
- Немає ніяких відомостей про будь-які докладні дослідження Антарктиди і Південної Америки в XIV—XV століттях.

Карта виготовлена з шматків шкіри газелі розміром 90 × 63 см, 86 × 60 см, 90 × 65 см, 85 × 60 см, 87 × 63 см і 86 × 62 см.

## Зображення Антарктиди на карті

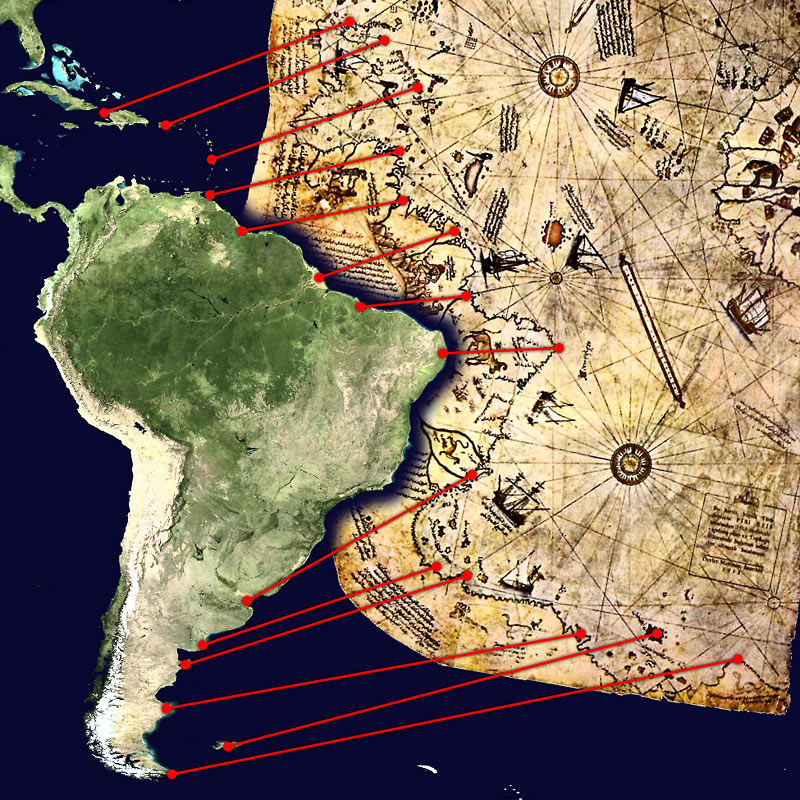
Порівняння між сучасним зображенням і версією зображення на карті Пірі-реїса

Думка про те, що на карті зображена Антарктида, може бути помилковою. Це підтверджують багато нестиковок з сучасною географією місцевості, які можна прийняти за неточності карти на зображенні Південної Америки: дублювання річок, злиття в південному краї з незамерзаючою Антарктидою. Пильне вивчення узбережжя підтримує альтернативну теорію про те, що «додаткова» суша — просто частина південноамериканського узбережжя, ймовірно, вивчена португальськими мореплавцями й вигнута направо. Є деякі елементи на карти, що нагадують басейни в гирлі протоки Магеллана і Фолклендських островів; також, є анотація на карті, в якій говориться, що цей регіон є теплим і там проживають великі змії, що суперечить існуючому сьогодні і що існував там в XVI столітті полярного клімату і рідкісної фауні. Також, на карті вказується, що «весна приходить рано» на островах біля узбережжя, що дійсно для Фолклендських островів, а не будь-яких островів поблизу Антарктичного материка.
З іншого боку, якщо брати за основу факт, що Пірі-реїс використовував александрійські джерела для складання своєї карти, то правило побудови карт цих джерел і картографічна проєкція може бути відмінною від тієї, що прийнята сучасними географами в більшості публікацій і була знайома Пірі-реїсу в XVI столітті. Наприклад, якщо застосувати азимутальну проєкцію, то карта Пірі-реїса вже не виглядає такою неточною. У випадку, якщо це так, то висновки Маллері були правильні, і на карті дійсно зображена Антарктида.
Контури з карти Пірі-реїса (ліва картинка) і азимутальна проєкція реальної земної кулі (права картинка) свідчать про дуже схожі викривлення. Про принципи картографічної проєкції древніх джерел ми сьогодні нічого не знаємо. Але часто стикаємося з принципово іншими системами, наприклад, в Календарі мая, який, у свою чергу, безумовно є великою старовиною. Якщо такі проєкції дійсно потрапили Пірі-реїсу в руки (як він сам викладав в нотатках), то систему картографічної проєкції цих карт Пірі-реїса з великою часткою ймовірності зрозуміти не міг і перемалював як є на свою карту, через що і виникли незрозумілі викривлення. Треба зазначити, що, у випадку вірності цієї теорії, джерела зображували Південну Америку і Антарктиду з безперервною береговою лінією. Поясненням цього факту може бути:
- Наявність льодовика, що об'єднував берегові лінії Південної Америки й Антарктиди на момент складання стародавнього джерела (останнє сильне потепління клімату мало місце близько 5-6 тис. років тому). У цьому випадку суперечливі позначення на карті про клімат деяких місць могли бути взяті з інших джерел, якими користувався Пірі-реїс.
- Неточність в роботі самого Пірі-реїса, яка могла виникнути з безлічі причин.

## Цікаві факти

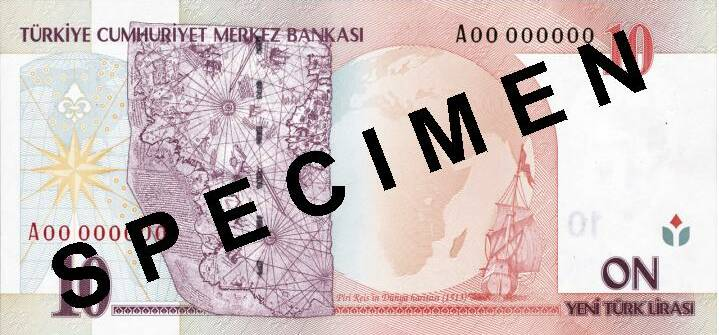
Карта Пірі-реїса на банкноті в 10 нових лір

- Карта Пірі-реїса на банкноті в 10 нових лірПірі-реїс серед інших джерел своєї роботи зазначав, що його карта заснована на якійсь карті Христофора Колумба (очевидно, мається на увазі карта, доступна Христофору Колумбу), через що багато географів вже кілька століть безуспішно шукають «втрачену карту Колумба». Це було зроблено, за його записів, коли Христофор був у Вест-Індії.[15] Після прочитання новини про відкриття карти в газеті The Illustrated London News державний секретар США Генрі Л. Стімсон зв'язався з послом США в Туреччині (у той час — Чарльзом Шеріллом) і попросив провести пошук оригіналу карти Колумба, яка, на його думку, можливо, була в Туреччині.[16].
- Карта Пірі-реїса зображується на офіційних грошових знаках Туреччини: банкнотах номіналом в 10 млн старих турецьких лір (банкноти в 1999—2005 роках, нині вийшли з обігу)[17] а також на банкнотах номіналом 10 нових лір (банкноти в 2005—2009 роках)[18].